# 阿里·阿布·拉吉卜
阿里·哈桑·阿布·拉吉卜（1946年—）生于安曼。约旦首相。
1991年6月至11月，在塔希尔·马斯里内阁任工贸和供应大臣。11月至1993年5月任阿卜杜勒·萨拉姆·马贾利内阁能源和矿产大臣。1995年1月至1996年2月任马贾利内阁工贸大臣，1996年2月在卡巴里提内阁中再度出任工贸大臣。于2000年6月、2002年1月和2003年7月三次受命组阁。
有2子3女。